# ورزشگاه دالغا آرنا
ورزشگاه دالغا آرنا (به ترکی آذربایجانی: Dalğa Arena stadionu) یک ورزشگاه چند منظوره با کاربرد حداکثری مسابقات فوتبال در شهر باکو کشور جمهوری آذربایجان و متعلق به فدراسیون فوتبال جمهوری آذربایجان با گنجایش ۶٬۵۰۰ نفری به سال ۲۰۱۱ با حضور سپ بلاتر و میشل پلاتینی افتتاح شد . در حال حاضر بازی‌های خانگی تیم فوتبال تیم ملی فوتبال جمهوری آذربایجان و باشگاه فوتبال روان باکو در این ورزشگاه برگزار می‌شود.
ورزشگاه دالغا آرنا در مسابقات جام جهانی دختران زیر ۱۷ سال، یکی از ورزشگاه‌های میزبان از جانب جمهوری آذربایجان معرفی شده‌بود.